# Toyota Probox
Le Toyota Probox est un break commercialisé par le constructeur japonais Toyota et destiné au marché japonais.

## Histoire et gamme
Le Probox fait ses débuts sur le marché japonais en juillet 2002. S'il existe en version particulière à 5 places (appelée Probox Wagon), il est surtout destiné à être diffusé en version utilitaire, à 2 places, alors appelé Probox Van.
Il dispose d'un jumeau, le Succeed qui, comme lui, se décline en versions particulières ou utilitaires. Ce Succeed, qui se reconnait à une calandre peinte et non noire, est également plus long de 10 cm.
À ses débuts, la version utilitaire du Probox était proposée avec un turbo diesel, 1,3 litre de 72 ch. Celle-ci est retirée du catalogue en 2007, faute de clients et, surtout, la règlementation japonaise trop contraignante pour ce type de moteur n'a pas incité Toyota à poursuivre l'expérience.
Les versions 5 places du Probox sont équipées exclusivement du 1,5 litre. Comme presque tous les modèles japonais en vente dans l'archipel, le Probox donne le choix entre deux roues motrices (traction) ou quatre.
C'est chez Daihatsu qu'est fabriqué le duo Probox et Succeed, sans que ce partenaire de Toyota n'en profite pour le diffuser également sous son propre label.

## Sa carrière
Le Probox est essentiellement diffusé en versions utilitaires. C'est un gros succès au Japon. Les versions 5 places sont en revanche plus rares : seulement 2 000 ventes en 2010, et un maximum de 7 400 en 2003 ; la même année, le Probox 2 places était vendu à plus de 40 000 exemplaires.